# Zołtan Senhetowski
Zołtan Josypowycz Senhetowski, ukr. Золтан Йосипович Сенгетовський, węg. Zoltán Györffy, ros. Золтан Иосифович Сенгетовский, Zołtan Iosifowicz Siengietowski (ur. 9 września 1928 w Użhorodzie, zm. 6 września 1996) – ukraiński piłkarz pochodzenia węgierskiego, grający na pozycji napastnika lub pomocnika, trener piłkarski.

## Kariera piłkarska

### Kariera klubowa
Wychowanek klubu Mundus Użhorod. W 1946 roku rozpoczął karierę piłkarską w Spartaku Użhorod. Po wygraniu w 1946 roku złotych medali Mistrzostw Ukraińskiej SRR piłkarze Spartaka otrzymały zaproszenia od czołowych klubów. W listopadzie 1948 roku został zaproszony do Dynama Kijów. W 1954 powrócił do domu i potem występował w Spartaku Użhorod. W 1956 przeniósł się do Spartaka Iwano-Frankiwsk, w którym zakończył karierę w roku 1957.

## Kariera trenerska
Karierę szkoleniowca rozpoczął po zakończeniu kariery piłkarza. Od 1958 pomagał trenować klub Arsenał Kijów, wychodząc również na boisko jako piłkarz., a w 1964 stał na czele klubu, który zmienił nazwę na Temp Kijów. Z klubem osiągnął wysokie 10 miejsce wśród 41 zespołów.

## Sukcesy i odznaczenia

### Sukcesy piłkarskie
Spartak Użhorod
- mistrz Ukraińskiej SRR: 1946

Dynamo Kijów
- mistrz ZSRR wśród drużyn rezerwowych: 1949
- wicemistrz ZSRR: 1961

### Odznaczenia
- tytuł Mistrza Sportu ZSRR: 1952